# صياح الجهيم
صياح الجهيم (1927 - 8 مايو 2000) هو مترجم، أديب، و أكاديمي سوري، ولد في قرية كناكر بمحافظة السويداء. اشتهر بترجماته للأعمال الأدبية والفكرية، وساهم في تحديث المناهج التعليمية في سوريا من خلال إدراج الحداثة الشعرية والمذاهب الأدبية.

## التعليم والعمل الأكاديمي
حصل الجهيم على إجازة في الآداب وشهادة في آداب اللغة الفرنسية، إضافة إلى دبلوم في التربية عام 1953. وهو خريج دور المعلمين العليا. عمل في التدريس حتى أوائل السبعينات، ثم عُيّن موجهاً اختصاصياً للغة العربية في محافظتي درعا والسويداء حتى تقاعده عام 1991. كما شارك في وضع المناهج الاختصاصية للمرحلتين الإعدادية والثانوية في سوريا.

## مسيرته في الترجمة
بدأ العمل في الترجمة عام 1976 واستمر حتى عام 2000، حيث أنجز نحو أربعين عملاً فكريًا وأدبيًا مترجمًا. شملت أعماله ترجمات لروايات وأعمال مسرحية وفكرية لأدباء عالميين.

## أبرز أعماله المترجمة
ليو تولستوي: البعث، الحرب والسلم، آنا كارنينا، السيد والخادم، الأعمال المسرحية الكاملة.
لويس أراغون: أجراس بال، أورويليان.
ألان تورين: نقد الحداثة.
كما ترجم أعمال أندريه ريشار، برتولت بريخت، جاك دي سورشيه، جاك بريفر، جان ريكاردو، جان رينوار وغيرهم.

## إنتاجه النقدي والأدبي
إلى جانب الترجمة، ألّف عدة كتب في النقد الأدبي، منها:
مؤلفاته:
```
1- أربعة عشر مجلداً هي أعمال تولستوي- وزارة الثقافة.
```

```
2- مرآة ظلال الشعور. (ترجمة وتعليق) – وزارة الثقافة.
```

```
3- الرومانسية في الأدب الأوروبي (جزآن) – ترجمة- وزارة الثقافة.
```

```
4- الثورة الفرنسية – ترجمة – وزارة الثقافة.
```

```
5- بريشت – ثلاثة كتب مع تقديم- وزارة الثقافة.
```

```
6- ديوان بابلو نيرودا – شعر- ترجمة- وزارة الثقافة.
```

```
7- قضايا الرواية الحديثة – ترجمة وتعليق- وزارة الثقافة.
```

```
8- النقد الفني – ترجمة- وزارة الثقافة.
```

```
9- أسطورة أوديب -مراجعة- ترجمة- وزارة الثقافة.
```

```
10- غرادينا لفرويد – مراجعة وترجمة- وزارة الثقافة.
```

```
11- خليل مطران الشاعر – (تأليف) – وزارة الثقافة.
```

```
12- رامبو شاعر الصبا والحداثة- تأليف- وزارة الثقافة.
```

```
13- ملامح من حنا مينة – ثلاثة كتب – تأليف- دار إيبلا.
```

```
14- كلمات (ترجمة وتقديم وتعليق) – وزارة الثقافة.
```

```
15- أوريليان آراغون (ترجمة) – وزارة الثقافة.
```

```
16- أجراس بال آراغون (ترجمة) – وزارة الثقافة.
```

```
17- إيفيت وقصص أخرى موباسان (ترجمة وتقديم) – وزارة الثقافة.
```

```
18- نحو حرب دينية غارودي (ترجمة) – وزارة الثقافة.
```

```
19- الأساطير المؤسسة للسياسة الإسرائيلية (غارودي)، ترجمة.
```

```
بالاشتراك مع الأستاذ حافظ الجمالي. دار عطية -بيروت.
```

```
20- أمريكا طليعة الانحطاط (غارودي)، بالاشتراك مع ميشيل خوري (ترجمة). دار عطية -بيروت.
```

```
21- نافذة على الإسلام (ترجمة). دار عطية -بيروت.
```

```
22- أحلام النساء (ترجمة). دار عطية -بيروت.
```

```
23- التراجم والنقد لطلاب البكالوريا: السياب والمذاهب الأدبية. وزارة التربية 1969.
```

```
24- التراجم والنقد لطلاب البكالوريا: محمد مندور والمذاهب الأدبية وزارة التربية 1980.
```

```
25- كتاب الأدب العربي لطلاب الثانوية العامة – بالاشتراك- وزارة التربية.
```

## الوفاة
توفي صياح الجهيم في 8 مايو 2000، تاركًا خلفه إرثًا ثقافيًا غنيًا ساهم في إثراء المكتبة العربية بالعديد من الأعمال الأدبية والفكرية المترجمة